# Jacques Verburgt
Jacques (Sjaak) Verburgt (Halsteren, 13 november 1947 - aldaar, 10 november 2009) was een Nederlands musicus en producer. Hij was meer dan 25 jaar de vaste producent van André Hazes en maakte deel uit van de vaste band van Hazes.
Verburgt begon op elfjarige leeftijd met gitaarspelen. In 1960 ging hij spelen in de rock- en beatgroep The Sea-Rollers uit Bergen op Zoom. Na twee jaar stapte hij over naar de beatgroep The Sparks, eveneens uit Bergen op Zoom. De groep was redelijk populair en mocht een single opnemen. In 1968 ontmoette Verburgt producer, singer-songwriter Jack de Nijs alias Jack Jersey. De band Clover Leaf werd opgericht en voegde zich bij De Nijs' platenproductiekantoor JR. De band bracht met zanger Achamda Albar enkele singles uit, waarvan de meeste de top 40 hitparade bereikten. In 1972 ging de band uit elkaar. Verburgt bleef jaren met De Nijs werken.
Verburgt was werkzaam als medeproducer, sessiemuzikant en gitarist samen met onder meer Guus Meeuwis, Frans Bauer, de Zangeres Zonder Naam, Marianne Weber, Corry Konings en Pierre Kartner.
In augustus 2009 werd bij de muzikant een hersentumor ontdekt met uitzaaiingen naar de longen en nieren. Hij overleed enkele dagen voor zijn tweeënzestigste verjaardag in zijn woonplaats Halsteren.
- International Standard Name Identifier: 0000 0000 5670 637X
- MusicBrainz: 264c7950-8d5a-4ed1-82fc-46a9c910fc56
- Virtual International Authority File: 6427154260834924480007